# Castell Doria
El Castell Doria és situat a la ciutat d'Angri, actualment a la provincia de Salerm, Itàlia. Es tracta d'un castell que va pertànyer a la cèlebre família noble dels Doria, tan vinculada a la història de Catalunya gràcies a la figura d'Andreu Doria. Al segle xvii, la familia Doria va comprar el feu d'Angri per la considerable suma de 40.100 ducats. L'any 1908, la família Doria es va vendre el castell, inclosa la vil·la, a l'administració municipal, per 90.000 lires.

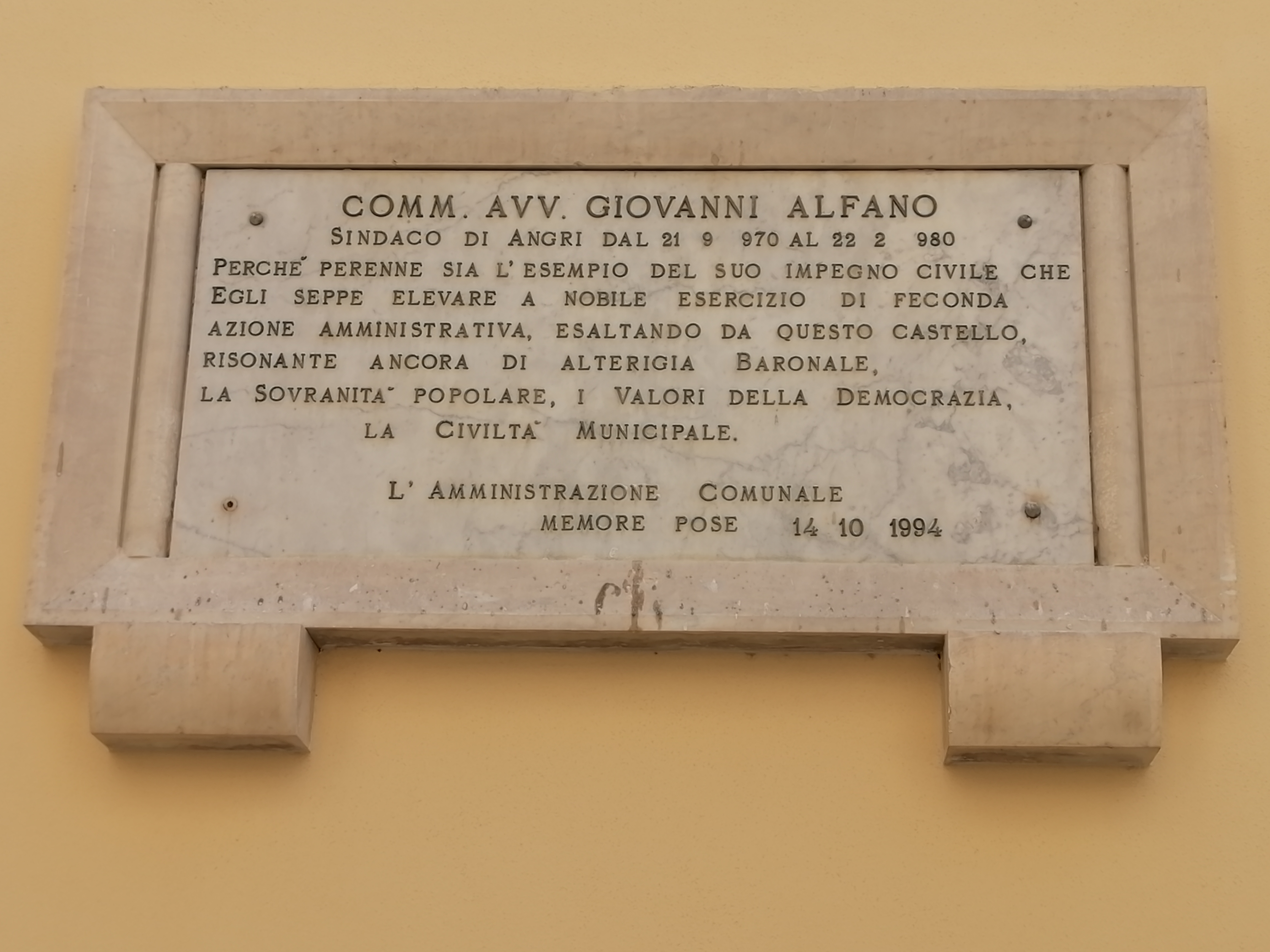
Placa de pedra que indica la commemoració de l'ex-síndic angriès Giovanni Alfano, col·locada en un mur interior del castell dels Dòria. La placa indica el període d'administració de l'ex-síndic i l'agraïment que la comunitat li va voler dedicar després de la seva mort. Es datat del 14 d'octubre del 1994.

## Història

### La fundació del castell dels Doria

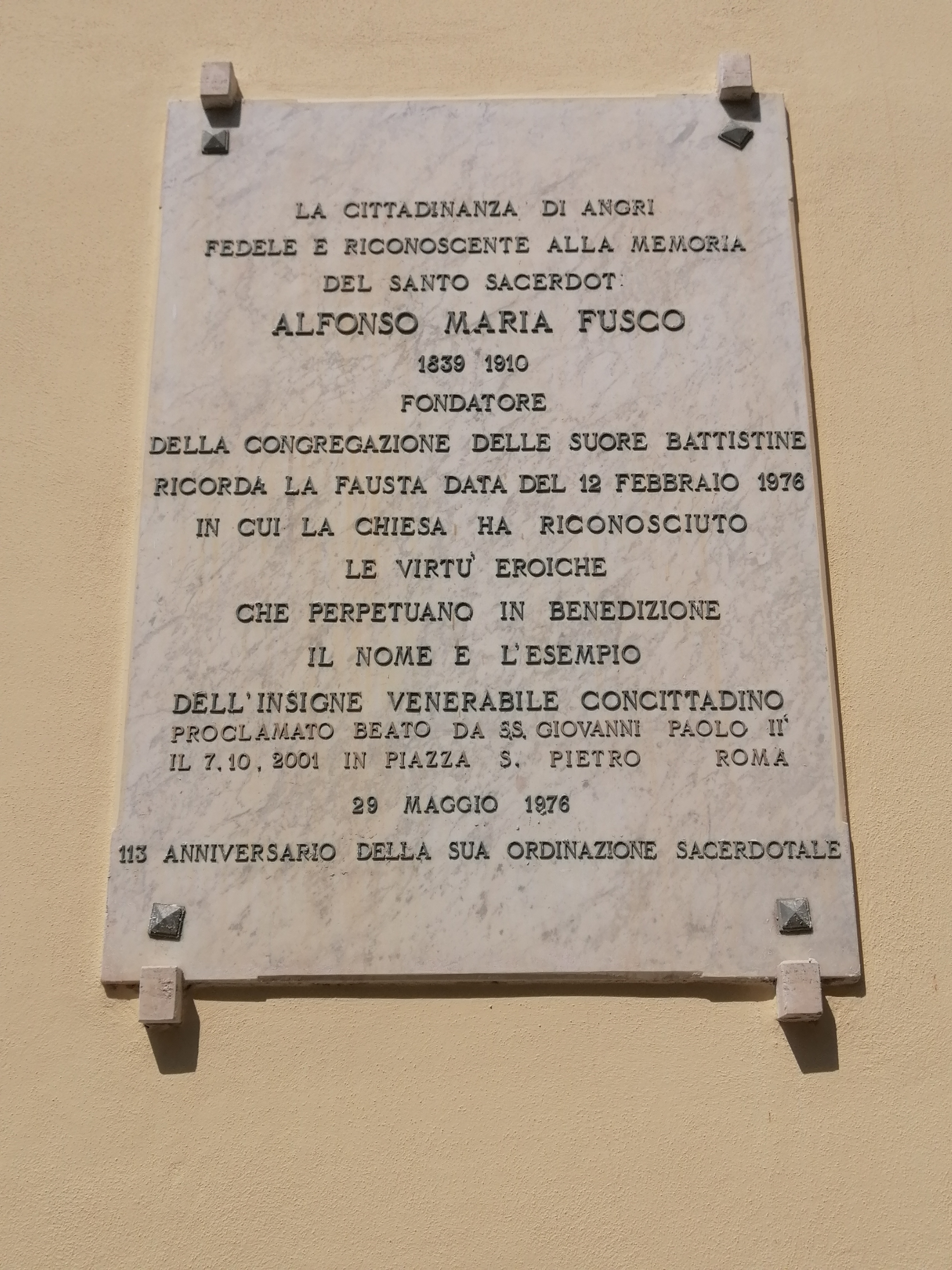
Placa de pedra que indica el 113è aniversari de l'ordenació sacerdotal (29 de maig de 1976), de Sant'Alfons Maria Fusco fundador de la congregació de les Germanes de San Giovanni Battista d'Angri, beatificada pel Papa Joan Pau II a la plaça de Sant Pere de Roma, el 7 d'octubre de 2001. La placa està col·locada en un mur interior del castell Doria d'Angri.

L'any 1290, Carles II d'Anjou va assignar aquesta fortalesa a Pietro De Braheriis. Durant la lluita per la successió al tron de Nàpols contra els catalans, la fortalesa va patir setges, inclòs el liderat per Forte Braccio da Montone, que va cremar la torre de la fortalesa.
La torre principal del castell, anomenada Il Mastio, és la part més antiga, que, a jutjar pel seu material (toba suau i dura, trossos de terracota, sílex i sarnida) i la forma arquitectònica imponent (alta, ampla i circular), probablement data de l'època romana.
Posteriorment, l'any 1600, Marcantonio Doria va restaurar el castell i el va fer adaptar a residència principesca. Va lliurar-se de les poderoses estructures d'aspecte medieval; va ser adaptada a l'alçada de la torre principal i envoltada d'un parc encisador, en el qual hi ha rics parterres amb arbres centenaris. L'entrada té decoracions neoclàssiques i al centre hi ha un turó artificial, on s'hi troba una cova.

### La nova funció del castell que esdevingué la seu del municipi d'Angri
Més tard, l'any 1908, l'alcalde Adinolfi va comprar el castell i el va utilitzar com a ajuntament i presó. El parc va ser utilitzat com a Vila Comunal; el pati de la Cort, utilitzat pels pagesos per separar el gra de la palla després de les collites, ara acull un Monument als caiguts durant la Guerra.

### Danys estructurals causats pel terratrèmol de 1980
El terratrèmol d'Irpinia del 23 de novembre de 1980 va fer inaccessible el castell i quatre anys més tard, després de la restauració, va tornar a ser la seu de l'ajuntament.

### Projecte de rehabilitació del castell
El castell dels Doria ha està totalment reformat des de principis de 2018 i la primera part de l'any 2022.

### La nova funció com a museu de la ciutat
Hi ha en marxa un nou projecte municipal per convertir tota l'estructura del castell en un museu obert al públic.

## Estructura

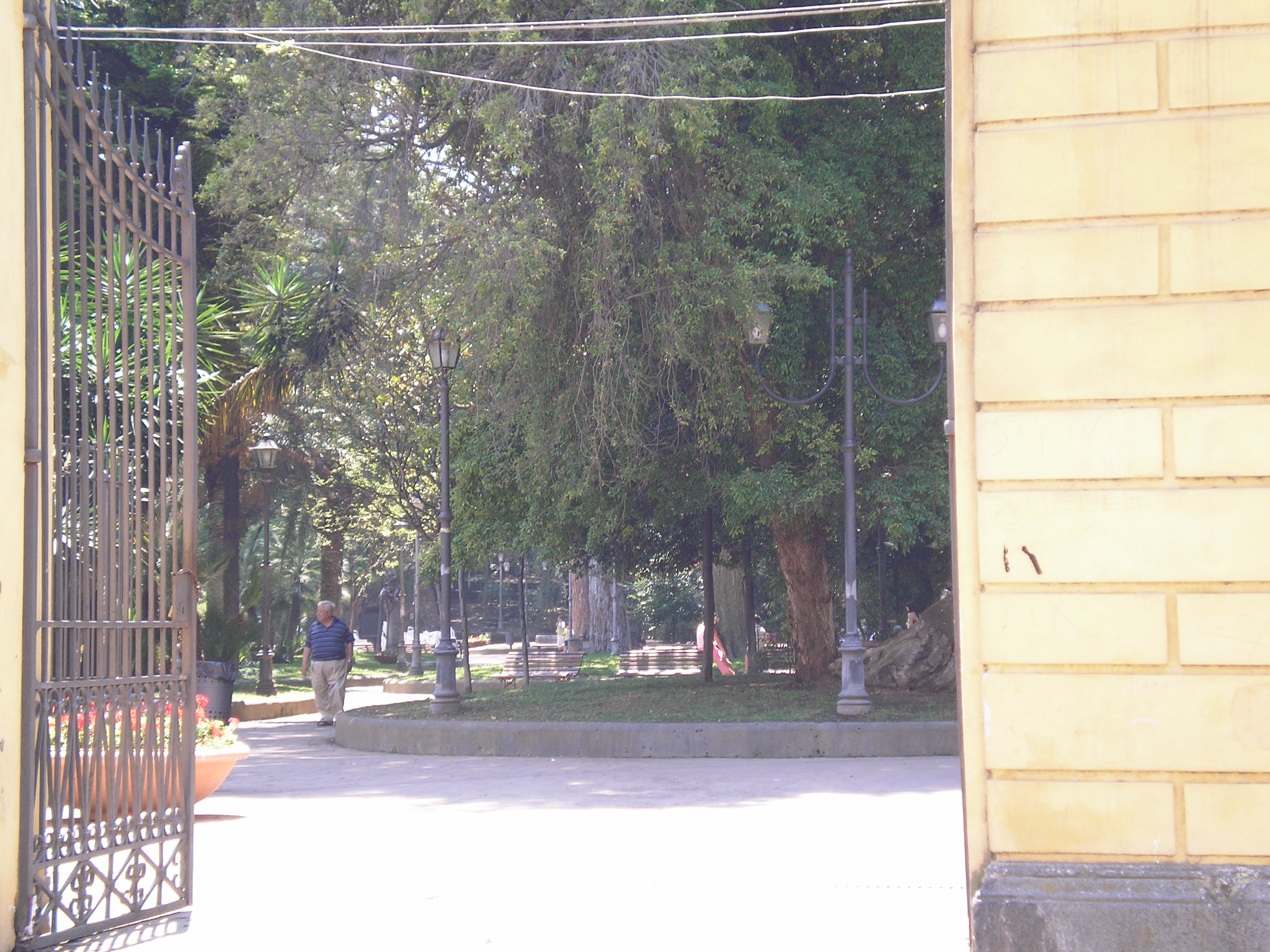
Vista de l'entrada principal dels jardins públics d'Angri, antiga vil·la comunal dels Doria.

El castell, envoltat per un fossat, està dividit en tres parts amb dues torres, un pati d'entrada i una escala d'estil del segle xviii. Hi ha una façana amb una torre circular, equipada amb merlets. Des del Claustre es pot accedir a la sala Castri, a la sala del castell del Senyor de la Terra i a la seu del Governador i del guardià de la fortalesa i les presons. El claustre es va adaptar al grandiós atri, amb una reixa de ferro adossada on hi ha l'àliga dels Dòria. Des de l'atri, per una escala que s'obre, s'entra a la torre principal i al pis principal del castell. El palau dels Dòria, del segle xviii, va ser dissenyat per l'arquitecte Francesconi.